# Screen Actors Guild Award de la meilleure distribution

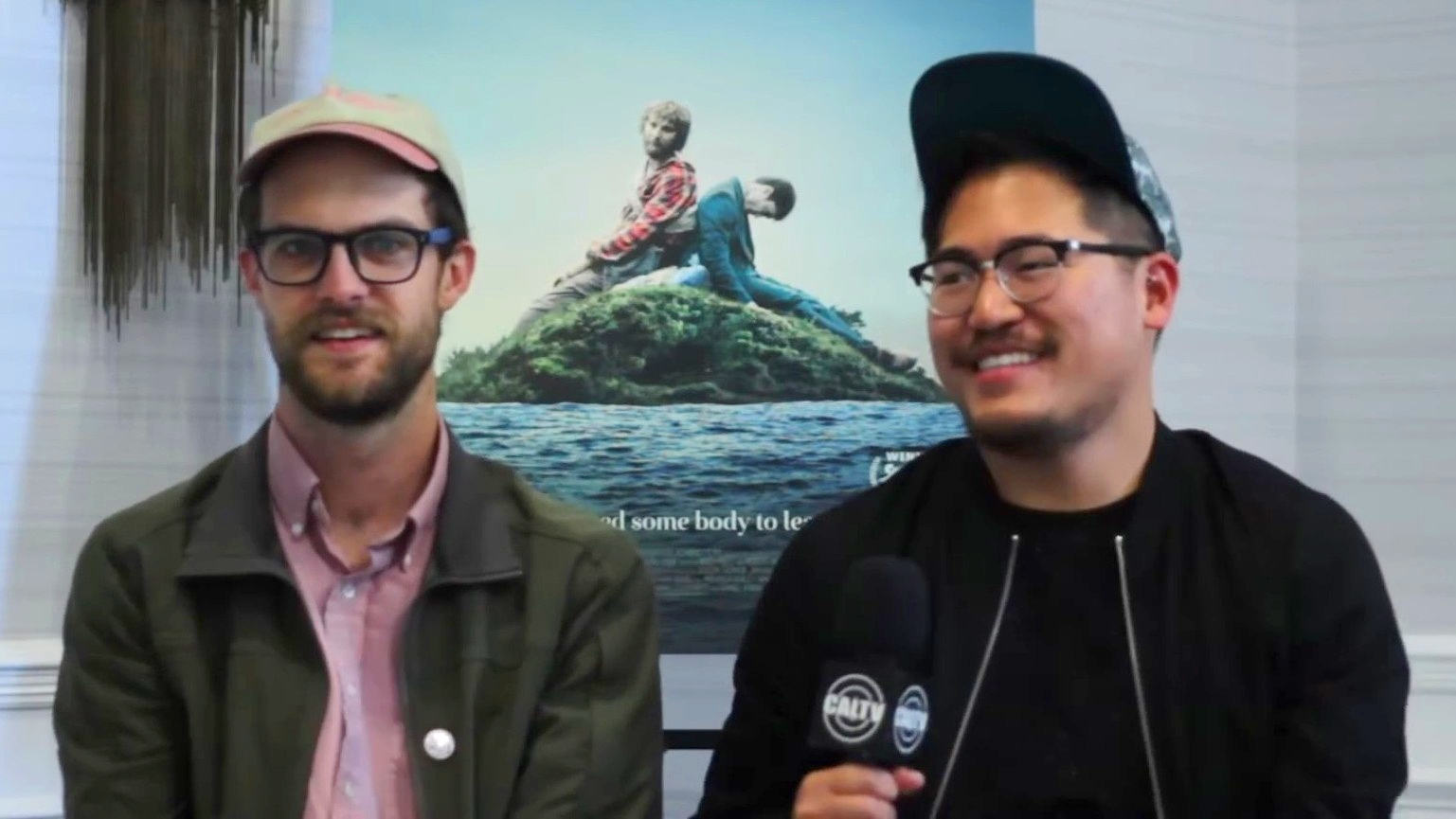
Daniel Scheinert et Daniel Kwan, réalisateurs du film Everything Everywhere All at Once, primé en 2023

Le Screen Actors Guild Award de la meilleure distribution (Screen Actors Guild Award for Outstanding Performance by a Cast in a Motion Picture) est le prix remis chaque année depuis 1996 par la Screen Actors Guild.

## Palmarès

### Années 1990
- 1996 : Apollo 13
  - Get Shorty
  - Le Patchwork de la vie (How to Make an American Quilt)
  - Nixon
  - Raison et Sentiments (Sense and Sensibility)

- 1997 : Birdcage (The Birdcage)
  - Le Patient anglais (The English Patient)
  - Simples Secrets (Marvin's Room)
  - Shine
  - Sling Blade

- 1998 : The Full Monty - Le Grand Jeu (The Full Monty) – Mark Addy, Paul Barber, Robert Carlyle, Deirdre Costello, Steve Huison, Bruce Jones, Lesley Sharp, Wim Snape, Hugo Speer, Tom Wilkinson et Emily Woof
  - Boogie Nights
  - L.A. Confidential
  - Titanic
  - Will Hunting (Good Will Hunting)

- 1999 : Shakespeare in Love
  - La Vie est belle (La vita è bella)
  - Little Voice
  - Il faut sauver le soldat Ryan (Saving Private Ryan)
  - Vieilles Canailles (Waking Ned Devine)

### Années 2000
- 2000 : American Beauty
  - Dans la peau de John Malkovich (Being John Malkovich)
  - L'Œuvre de Dieu, la part du Diable (The Cider House Rules)
  - La Ligne verte (The Green Mile)
  - Magnolia

- 2001 : Traffic
  - Presque célèbre (Almost Famous)
  - Billy Elliot
  - Le Chocolat (Chocolat)
  - Gladiator

- 2002 : Gosford Park
  - Un homme d'exception (A Beautiful Mind)
  - In the Bedroom
  - Le Seigneur des anneaux : La Communauté de l'anneau (The Lord of the Rings: The Fellowship of the Ring)
  - Moulin Rouge (Moulin Rouge!)

- 2003 : Chicago
  - Adaptation
  - The Hours
  - Le Seigneur des anneaux : Les Deux Tours (The Lord of the Rings: The Two Towers)
  - Mariage à la grecque (My Big Fat Greek Wedding)

- 2004 : Le Seigneur des anneaux : Le Retour du roi (The Lord of the Rings: The Return of the King)
  - In America
  - Mystic River
  - Pur Sang, la légende de Seabiscuit (Seabiscuit)
  - The Station Agent

- 2005 : Sideways
  - Aviator (The Aviator)
  - Neverland (Finding Neverland)
  - Hotel Rwanda
  - Million Dollar Baby
  - Ray

- 2006 : Collision (Crash)
  - Le Secret de Brokeback Mountain (Brokeback Mountain)
  - Truman Capote (Capote)
  - Good Night and Good Luck
  - Hustle et Flow (Hustle & Flow)

- 2007 : Little Miss Sunshine – Alan Arkin, Abigail Breslin, Steve Carell, Toni Collette, Paul Dano et Greg Kinnear
  - Babel
  - Bobby
  - Dreamgirls
  - Les Infiltrés (The Departed)

- 2008 : No Country for Old Men
  - American Gangster
  - Hairspray
  - Into the Wild
  - 3 h 10 pour Yuma (3:10 to Yuma)

- 2009 : Slumdog Millionaire
  - L'Étrange Histoire de Benjamin Button (The Curious Case of Benjamin Button)
  - Doute (Doubt)
  - Frost/Nixon
  - Harvey Milk (Milk)

### Années 2010
- 2010 : Inglourious Basterds
  - Une éducation (An Education)
  - Démineurs (The Hurt Locker)
  - Nine
  - Precious (Precious: Based on the Novel 'Push' by Sapphire)

- 2011 : Le Discours d'un roi (The King's Speech)
  - Black Swan
  - Fighter (The Fighter)
  - Tout va bien, The Kids Are All Right (The Kids Are All Right)
  - The Social Network

- 2012 : La Couleur des sentiments (The Help)
  - The Artist
  - Mes meilleures amies (Bridesmaids)
  - The Descendants
  - Minuit à Paris (Midnight in Paris)

- 2013 : Argo
  - Indian Palace (The Best Exotic Marigold Hotel)
  - Happiness Therapy (Silver Linings Playbook)
  - Lincoln
  - Les Misérables

- 2014 : American Bluff (American Hustle)
  - Dallas Buyers Club
  - Le Majordome (The Butler)
  - Twelve Years a Slave
  - Un été à Osage County (August: Osage County)

- 2015 : Birdman
  - Boyhood
  - The Grand Budapest Hotel
  - Imitation Game
  - Une merveilleuse histoire du temps (The Theory of Everything)
- 2016 : Spotlight
  - Beasts of No Nation
  - The Big Short : Le Casse du siècle (The Big Short)
  - NWA : Straight Outta Compton
  - Trumbo
- 2017 : Les Figures de l'ombre (Hidden Figures)
  - Captain Fantastic
  - Fences
  - Manchester by the Sea
  - Moonlight
- 2018 : Three Billboards : Les Panneaux de la vengeance (Three Billboards : Outside Ebbing Missouri)
  - The Big Sick
  - Get Out
  - Lady Bird
  - Mudbound
- 2019 : Black Panther
  - BlacKkKlansman : J'ai infiltré le Ku Klux Klan (BlacKkKlansman)
  - Bohemian Rhapsody
  - Crazy Rich Asians
  - A Star Is Born

### Années 2020
- 2020 : Parasite
  - Jojo Rabbit
  -  Scandale
  -  Once Upon a Time… in Hollywood
  -  The Irishman

- 2021 : Les Sept de Chicago (The Trial of the Chicago 7)
  - Da 5 Bloods : Frères de sang (Da 5 Bloods)
  - Le Blues de Ma Rainey (Ma Rainey's Black Bottom)
  - Minari
  - One Night in Miami

- 2022 : Coda
  - Belfast
  - Don't Look Up
  - House of Gucci
  - La Méthode Williams (King Richard)

- 2023 : Everything Everywhere All at Once – Jamie Lee Curtis, James Hong, Stephanie Hsu, Ke Huy Quan, Harry Shum Jr., Jenny Slate, Michelle Yeoh
  - Babylon – Jovan Adepo, P. J. Byrne, Diego Calva, Lukas Haas, Olivia Hamilton, Li Jun Li, Tobey Maguire, Max Minghella, Brad Pitt, Margot Robbie, Rory Scovel, Jean Smart, Katherine Waterston
  - Les Banshees d'Inisherin – Kerry Condon, Colin Farrell, Brendan Gleeson, Barry Keoghan
  - The Fabelmans – Jeannie Berlin, Paul Dano, Judd Hirsch, Gabriel LaBelle, David Lynch, Seth Rogen, Michelle Williams
  - Women Talking  – Jessie Buckley, Claire Foy, Kate Hallett, Judith Ivey, Rooney Mara, Sheila McCarthy, Frances McDormand, Michelle McLeod, Liv McNeil, Ben Whishaw, August Winter

- 2024 : Oppenheimer – Casey Affleck, Emily Blunt, Kenneth Branagh, Matt Damon, Robert Downey Jr., Josh Hartnett, Rami Malek, Cillian Murphy et Florence Pugh
  - Fiction à l'américaine (American Fiction) – Erika Alexander, Adam Brody, Sterling K. Brown, Keith David, John Ortiz, Issa Rae, Tracee Ellis Ross, Leslie Uggams et Jeffrey Wright
  - Barbie – Michael Cera, Will Ferrell, America Ferrera, Ryan Gosling, Ariana Greenblatt, Kate McKinnon, Helen Mirren, Rhea Perlman, Issa Rae et Margot Robbie
  - La Couleur pourpre (The Color Purple) – Halle Bailey, Fantasia Barrino, Jon Batiste, Danielle Brooks, Ciara, Colman Domingo, Aunjanue Ellis-Taylor, Louis Gossett Jr., Corey Hawkins, Taraji P. Henson, Phylicia Pearl Mpasi et Gabriella Wilson
  - Killers of the Flower Moon – Tantoo Cardinal, Robert de Niro, Leonardo DiCaprio, Brendan Fraser, Lily Gladstone, John Lithgow, et Jesse Plemons

- 2025 : Conclave - Sergio Castellitto, Ralph Fiennes, John Lithgow, Lucian Msamati, Isabella Rossellini, Stanley Tucci
  - Un parfait inconnu (A Complete Unknown) - Monica Barbaro, Norbert Leo Butz, Timothée Chalamet, Elle Fanning, Dan Fogler, Will Harrison, Eriko Hatsune, Boyd Holbrook, Scoot McNairy, Big Bill Morganfield, Edward Norton
  - Anora - Youri Borissov, Mark Eidelstein, Karen Karagoulian, Mikey Madison, Alexeï Serebriakov, Vache Tovmasyan
  - Emilia Pérez - Karla Sofía Gascón, Selena Gomez, Adriana Paz, Zoe Saldaña
  - Wicked - Jonathan Bailey, Marissa Bode, Peter Dinklage, Cynthia Erivo, Jeff Goldblum, Ariana Grande, Ethan Slater, Bowen Yang, Michelle Yeoh